# St. Michael (Leer)

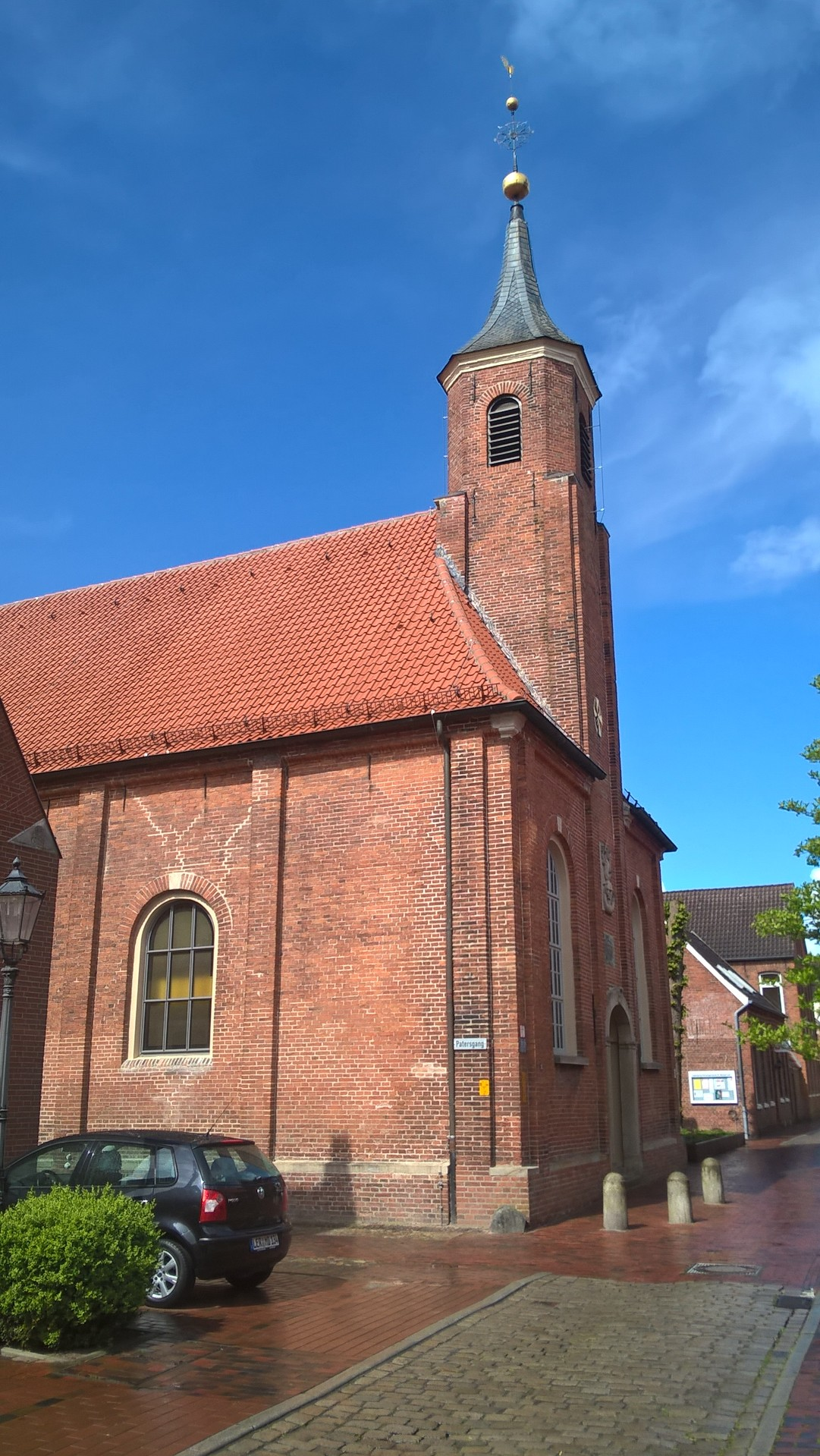
St.-Michael-Kirche

Die römisch-katholische Kirche St. Michael in der Stadt Leer (Ostfriesland) wurde im Jahre 1775 als erster römisch-katholischer Kirchenneubau der Stadt nach der Reformation errichtet.

## Geschichte

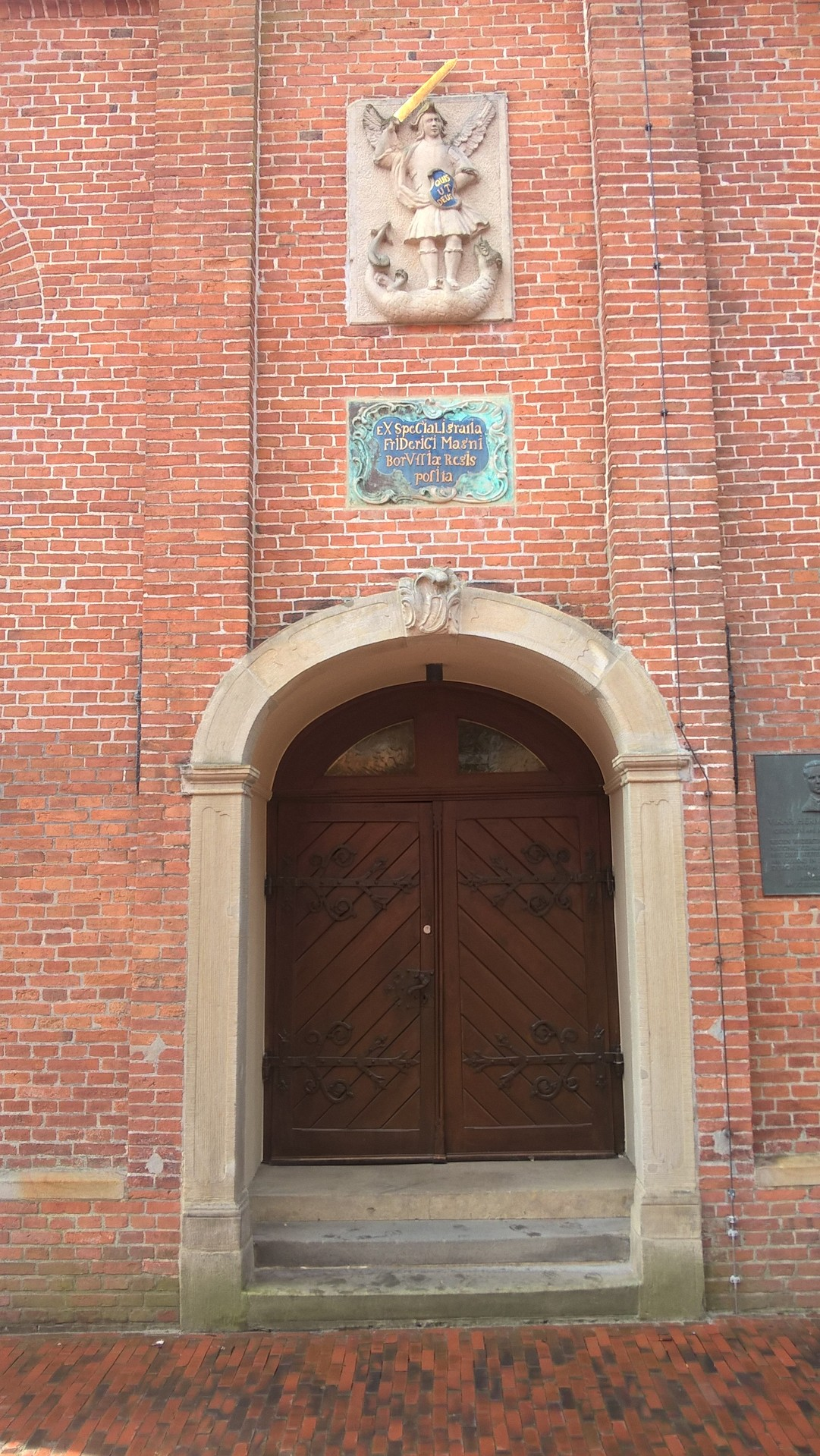
Nordportal mit Wappen des Hl. Michael

Nach der Reformation bestand in der Stadt keine römisch-katholische Kirchengemeinde mehr. Erst 1643 entstand eine kleine Missionsstation mit zunächst 15 Kommunikanten, die einen Priester finanzierte und innerhalb bis 1658 auf 120 Kommunikanten anwuchs. Nach Auseinandersetzungen zwischen den gefürsteten ostfriesischen Landesherren aus dem Haus Cirksena und den ostfriesischen Ständen wurden in Leer kaiserliche Truppen stationiert, um für Frieden zu sorgen. Mit diesen kam im Jahre 1676 ein Priester als Feldpater in den Ort und unterstützte die bestehende Gemeinde, die dem Bistum Osnabrück zugeschlagen wurde. Aus dem Jahre 1700 liegt eine Urkunde vor, der zufolge katholische Gottesdienste in einem Privathaus abgehalten würden. Im Jahr 1719 erwarb die stetig wachsende Gemeinde für 600 Reichstaler ein eigenes Haus. Wenige Jahre später war dieses bereits zu klein für die Gemeinde, so dass sich der katholische Kommandant der Leeraner Salvegarde, Baron Höfflinger, im Jahre 1725 an den ostfriesischen Landesherren wandte, um für eine Erweiterung zu werben. Fürst Georg Albrecht stimmte dem zunächst mündlich zu, nahm diese Zusage aber nach großem Protest von protestantischer Seite zurück. Im Jahre 1728 erlaubte er den Katholiken abermals, ein neues Gotteshaus zu errichten. Dieses sollte auf dem alten Fuß des vorherigen Gotteshauses gebaut werden, sodass in demselben Jahr in der Kirchstraße eine bescheidene Kapelle ohne Kirchturm entstand. Nach dem Tod des letzten Fürsten von Ostfriesland, Carl Edzard aus dem Hause Cirksena (Regierungszeit 1734–1744), fiel Ostfriesland, und damit auch Leer, im Zuge einer Exspektanz an Preußen. Im Jahre 1767 stellte die katholische Gemeinde den Antrag auf Erweiterung ihrer Kirche und den Bau eines Glockenturms. Erneut sprachen sich die Lutheraner des Ortes dagegen aus und argumentierten, die katholische Kirche würde nicht weit genug entfernt von der lutherischen Kirche stehen.
Am 2. Januar 1775 erhielt die Gemeinde die Genehmigung zum Neubau des Gotteshauses mit Glockenturm. Am 6. Juni 1775 begann der Abbruch des Vorgängerbaus. Anschließend wurde die heutige Kirche als Saalbau mit Walmdach errichtet und am 15. Dezember 1775 geweiht. Als Ostfriesland 1810–1813 zu Frankreich gehörte, wurde die Missionsstation in Leer zur Pfarrei erhoben. Sie gehörte zunächst zum Bistum Münster und wurde 1824 dem Bistum Osnabrück zugeschlagen, das 1835 das Dekanat Ostfriesland bildete.
Von 1933 bis zu seiner Verhaftung durch die Gestapo 1941 war Heinrich Schniers Pfarrer an St. Michael; er starb 1942 im KZ Dachau.
Einen starken Wachstumsschub erfuhr die Gemeinde nach dem Zweiten Weltkrieg durch den Zuzug vieler Heimatvertriebener aus den Ostgebieten des Deutschen Reiches, weshalb die Kirche 1951 im Westen einen Erweiterungsbau erhielt. Im selben Jahr beschloss der Kirchenvorstand eine Leihglocke zu erwerben. 1955 wurde in der Stadt eine zweite katholische Gemeinde gegründet, die mit St. Marien Leer-Loga im selben Jahr ihr eigenes Gotteshaus erhielt.
Im Jahr 1978 fand eine Umgestaltung des Innenraums und insbesondere des Altarbereichs statt, um den Vorgaben des Zweiten Vatikanischen Konzils für die Liturgie zu entsprechen. Der Hochaltar und weitere Ausstattungsstücke wurden ersetzt.
Seit den 1990er-Jahren schrumpfte die Zahl der Gemeindemitglieder stark. Daher gründete die St.-Michaels-Gemeinde mit den katholischen Gemeinden St. Marien in Loga, Mariä Himmelfahrt in Oldersum und St. Joseph in Weener einen Gemeindeverbund und entwickelte eine Pfarreiengemeinschaft. Zum 1. Januar 2018 fusionierten die beiden Leeraner Gemeinden zur Pfarrei Seliger Hermann Lange. Die Gemeinde gehört zum Dekanat Ostfriesland im Bistum Osnabrück.
Von 2014 bis 2015 folgte für 1,7 Millionen Euro eine aufwendige Innenrenovierung, die eine Erneuerung des Dachs, der Heizungsanlage und Elektroinstallation, eine Sanierung der Außenmauern und eine neue Gestaltung der Kirche und des Heinrich-Schnier-Hauses, dem Pfarrheim der Gemeinde, einschloss. Eingangs- und Altarbereich der Kirche wurden eingreifend umgestaltet, der Fußboden erneuert und das westliche Seitenschiff in ein Foyer umgewandelt. Der Innenraum wurde verkleinert und hinter dem Foyer ein Raum als Gedenkstätte für die Opfer des Nationalsozialismus abgetrennt. Das Kirchengestühl wurde durch Einzelstühle ersetzt und der Innenraum erhielt eine helle farbliche Fassung. Die erneute Weihe nahm am 1. Mai 2015 Bischof Franz-Josef Bode vor.

## Baubeschreibung

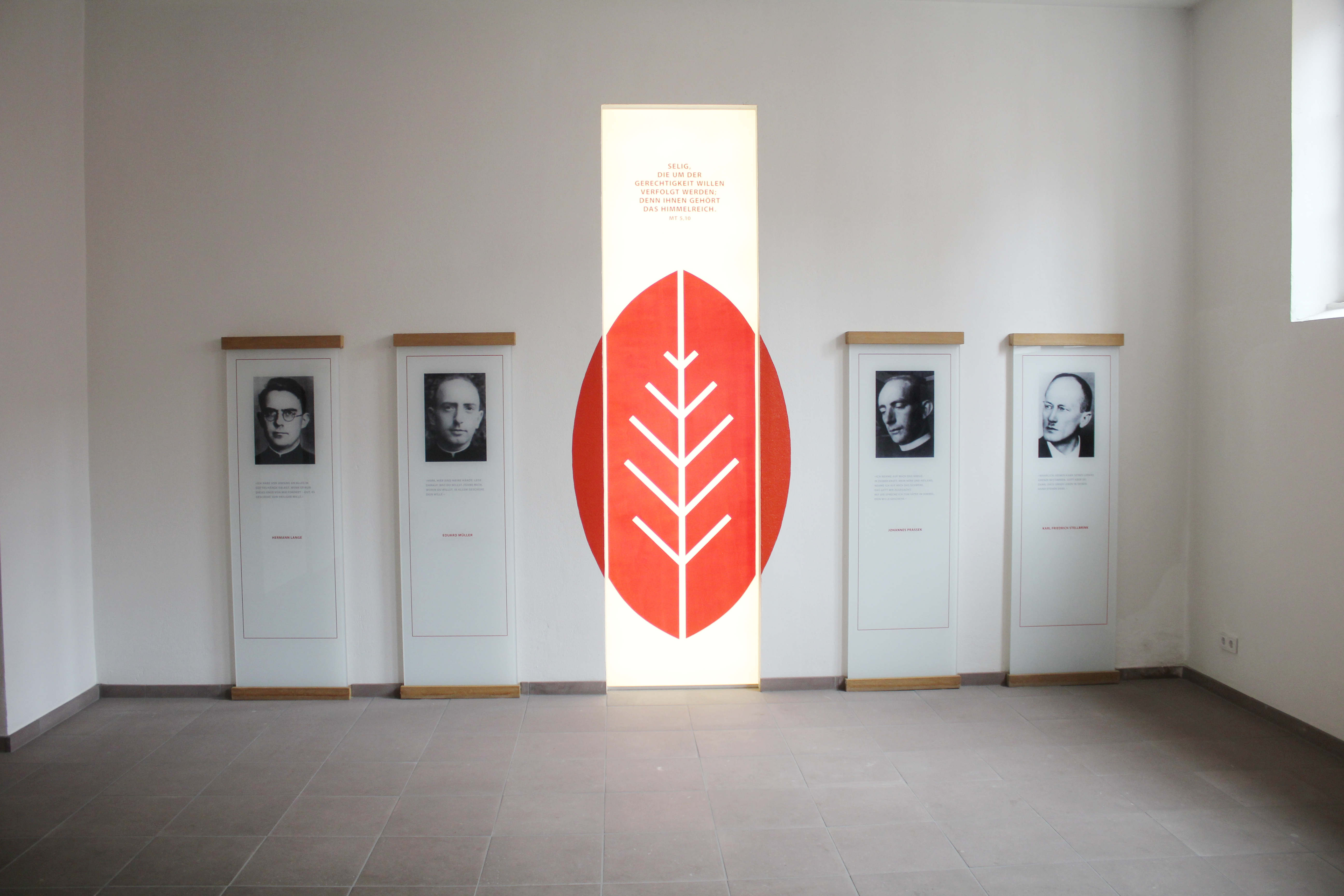
Gedenkraum für die NS-Opfer

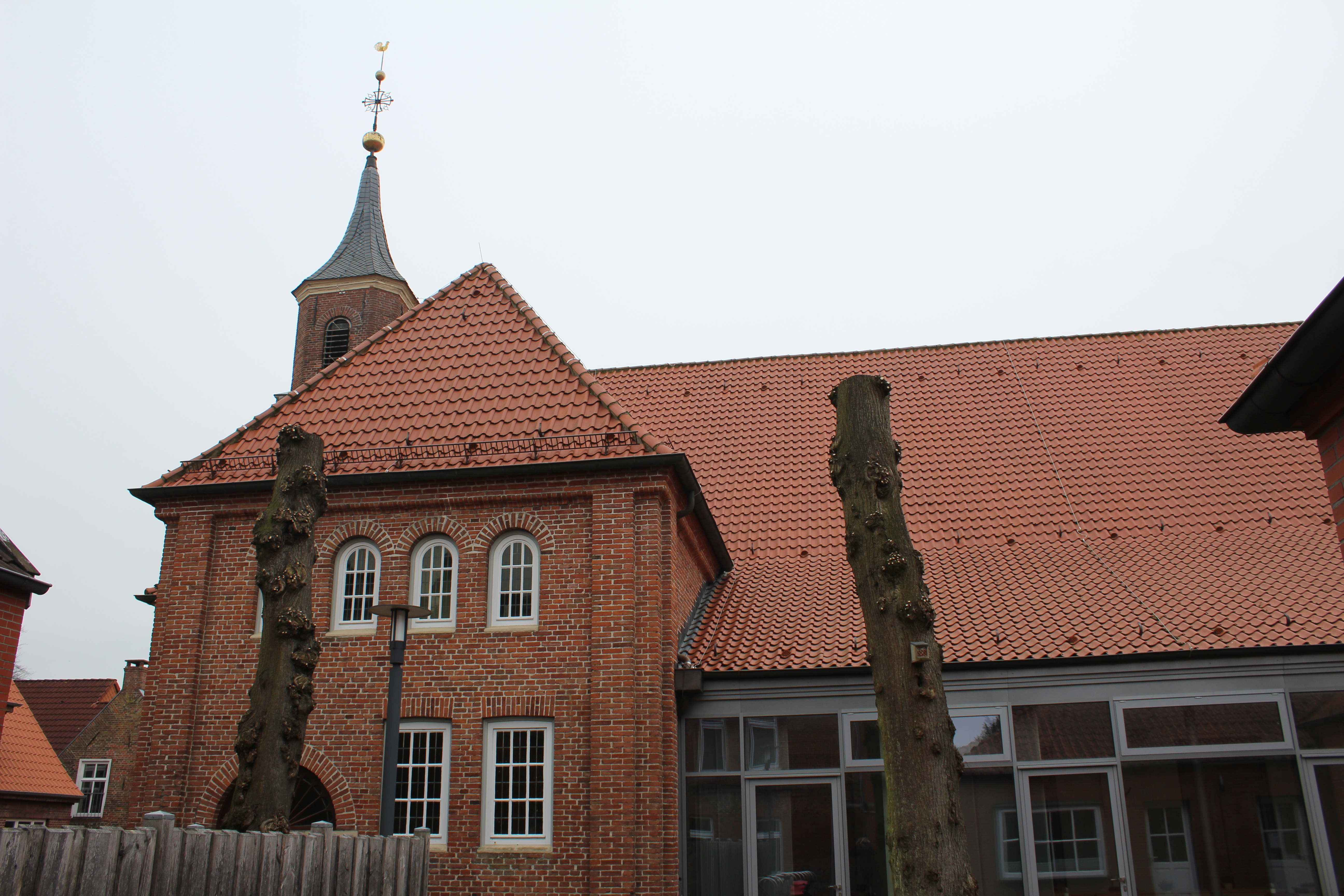
Querhaus im Westen und 2015 gestaltetes Foyer

Die Saalkirche auf rechteckigem Grundriss ist nicht geostet, sondern entsprechend dem Straßenverlauf nach Süd-Südwest ausgerichtet. Ein Walmdach bedeckt die Kirche, die aus roten Backsteinen errichtet ist.
An der Nordseite ist ein quadratischer Turm in das Kirchenschiff eingebunden. Der schlanke Turm wurde nach dem Vorbild der Kirche von Wahn erbaut, dessen Pläne auf den münsterschen Baumeister Johann Conrad Schlaun zurückgehen. Er hat Eckpilaster und im oberen Teil des gemauerten Schaftes, der dachreiterartigen Glockenstube, abgeschrägte Ecken. Hier sind rundbogige Schalllöcher eingelassen. Der Turm beherbergt zwei Glocken, die auf den Tönen a1 und c2 erklingen. Die kleinere Glocke ist eine Leihglocke aus dem schlesischen Ullersdorf. Sie wiegt 230 kg und wurde 1796 gegossen. Der Turmaufbau besteht aus einem sehr kleinen Spitzhelm, der von einem verzierten Kreuz zwischen zwei vergoldeten Turmknäufen und einem vergoldeten Wetterhahn, dem Symbol der Wachsamkeit, bekrönt wird. Das rundbogige Nordportal aus hellem Sandstein hat vorkragende, profilierte Kämpfer und einen verzierten Schlussstein. Über dem Portal erinnert eine Bauinschrift an die königliche Genehmigung zum Bau. Die römischen Buchstabenwerte des Chronogramms ergeben das Baujahr 1775: „EX SpeCIaLI gratIa FrIDerICI MagnI BorVssIae RegIs posIta“. Über der Inschrift befindet sich ein Sandsteinrelief, das den Erzengel Michael mit dem Drachen darstellt.
Das Langhaus wird im Norden und Osten durch große Rundbogenfenster belichtet. Der südliche Teil der Kirche bildet die Sakristei. Im Westen umfasst ein querschiffartiger Anbau einen Eingangsbereich und einen Gedenkort für Märtyrer. Hier wird an den früheren Pfarrer von St. Michaels, Heinrich Schniers und an die vier Lübecker Märtyrer Hermann Lange (gebürtig aus Leer), Eduard Müller, Johannes Prassek und Karl Friedrich Stellbrink erinnert. Im Süden schließt sich nach Westen hin das Pfarrer-Schniers-Haus an. Zwischen dem Pfarrer-Schniers-Haus und dem Portalanbau befindet sich unter einem Schleppdach ein Seitenschiff, das durch Rechteckfenster Licht erhält.

## Ausstattung

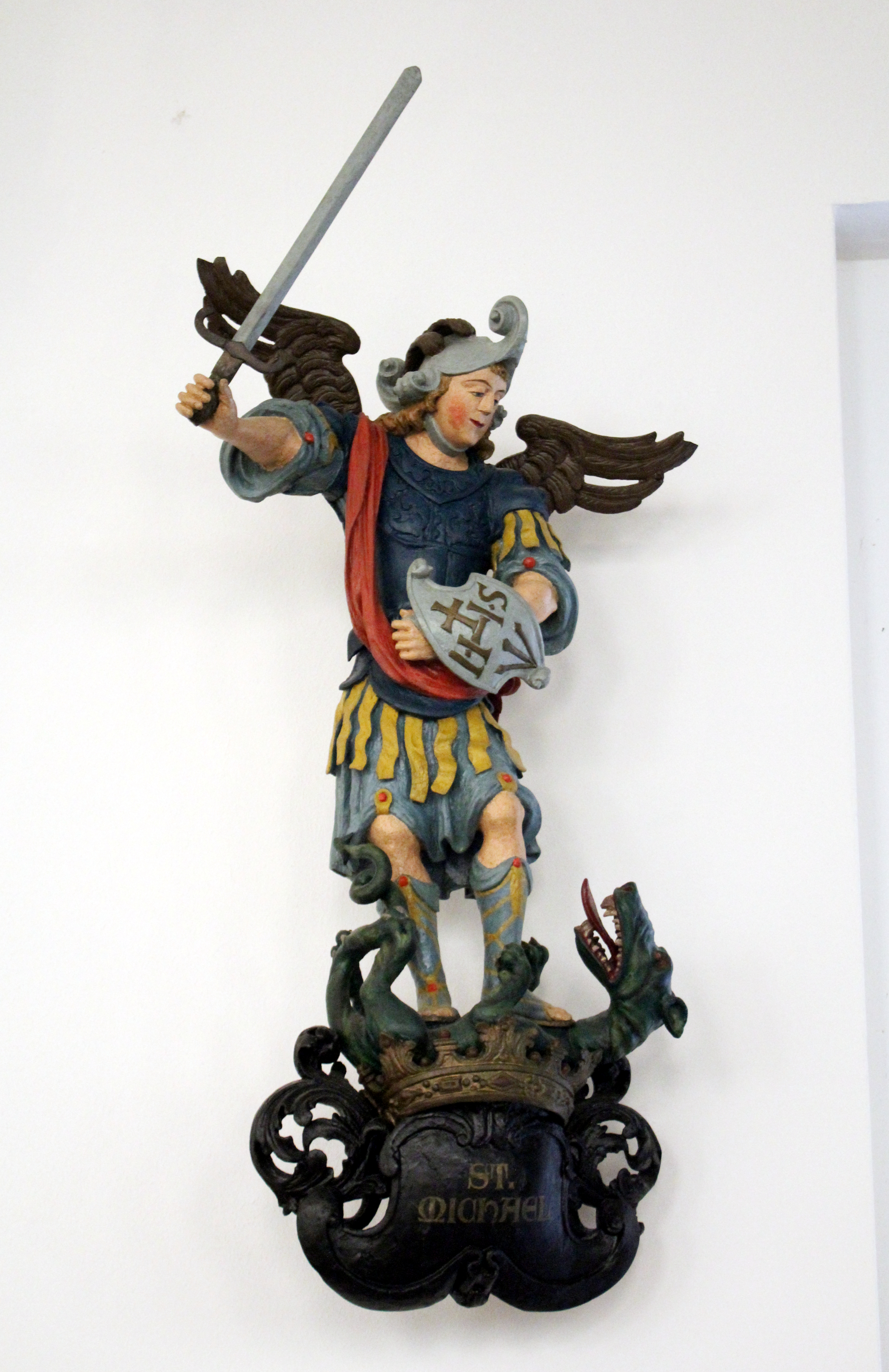
Statue des Erzengels Michael vom ehemaligen Altar

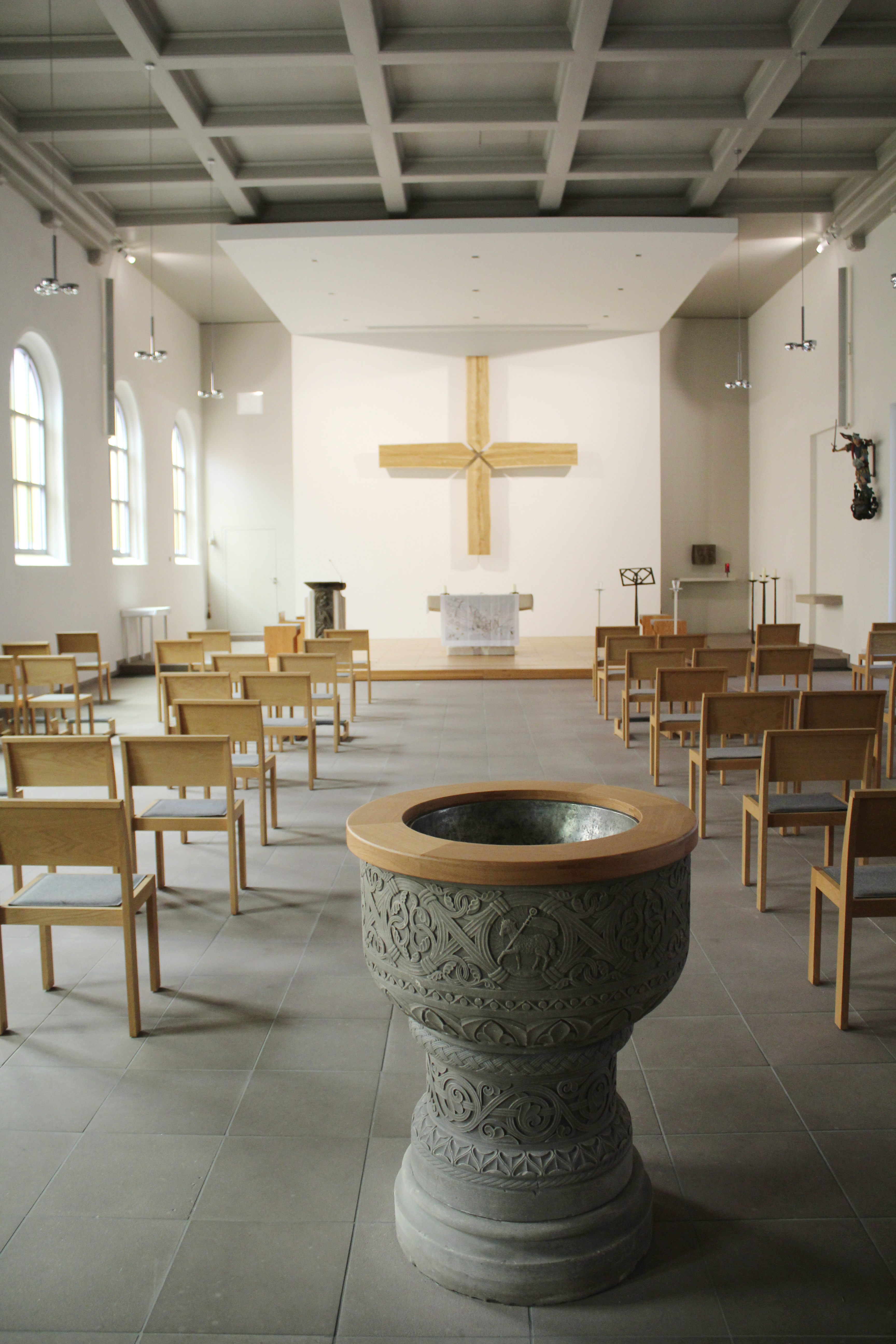
Innenraum Richtung Altar

Der Innenraum wird durch eine Kassettendecke abgeschlossen. Im Norden ruht die Orgelempore auf schlanken Säulen. Die Kirchenausstattung wurde im Laufe der Zeit weitgehend erneuert. Ältester Einrichtungsgegenstand ist eine Marienstatue aus den 1720er Jahren aus der Vorgängerkapelle, die vor der Empore am Ostfenster aufgestellt ist. Im Mittelgang vor der Empore ist ein steinerner, pokalförmiger Taufstein aufgestellt, der vermutlich für den Kirchenneubau gefertigt wurde. Eine Holzplastik, die den Erzengel Michael mit erhobenem Schwert darstellt, wie er den Drachen besiegt, stammt vom ersten Hochaltar, ebenfalls aus der Bauzeit der Kirche.
Der Altarbereich im Süden wird von dem ambossförmigen Altar aus hellem Euviller Sandstein geprägt, den der Bildhauer Hubert Janning aus Münster-Angelmodde 1978 gestaltete. Der Ambo, den Janning wie auch den Tabernakel im selben Jahr ausführte, zeigt an der Vorderseite eine Bronzeplastik mit den vier Evangelistensymbolen. Das schlichte Holzkreuz an der Südwand schuf der Krefelder Künstler Klaus Simon aus vier gleich langen Eichenbohlen. Die Kreuzesarme haben Menschenlänge und stehen für die Lübecker Märtyrer.
Simon gestaltete auch den Gedenkort für die Märtyrer hinter dem westlichen Eingangsbereich. Vier 1,80 Meter hohe Stelen aus Glas mit Fotos der vier Märtyrer und ausgewählten Texten flankieren ein in die Wand eingelassenes Glasfenster mit einem großen roten Blatt und der Seligpreisung aus Mt 5,10 . Eine weitere Glasstele erinnert an Heinrich Schniers. Ein steinerner Schlussstein unbekannter Herkunft aus der zweiten Hälfte des 15. Jahrhunderts trägt ein Relief mit der Darstellung des Heiligen Liudger hing ursprünglich an der Außenmauer und ist seit 2015 im Gedenkraum angebracht. Das Seitenschiff ist seit der Renovierung 2015 durch Glaswände mit drei Türen vom Kirchenraum abgetrennt und dient als Foyer.

## Orgel

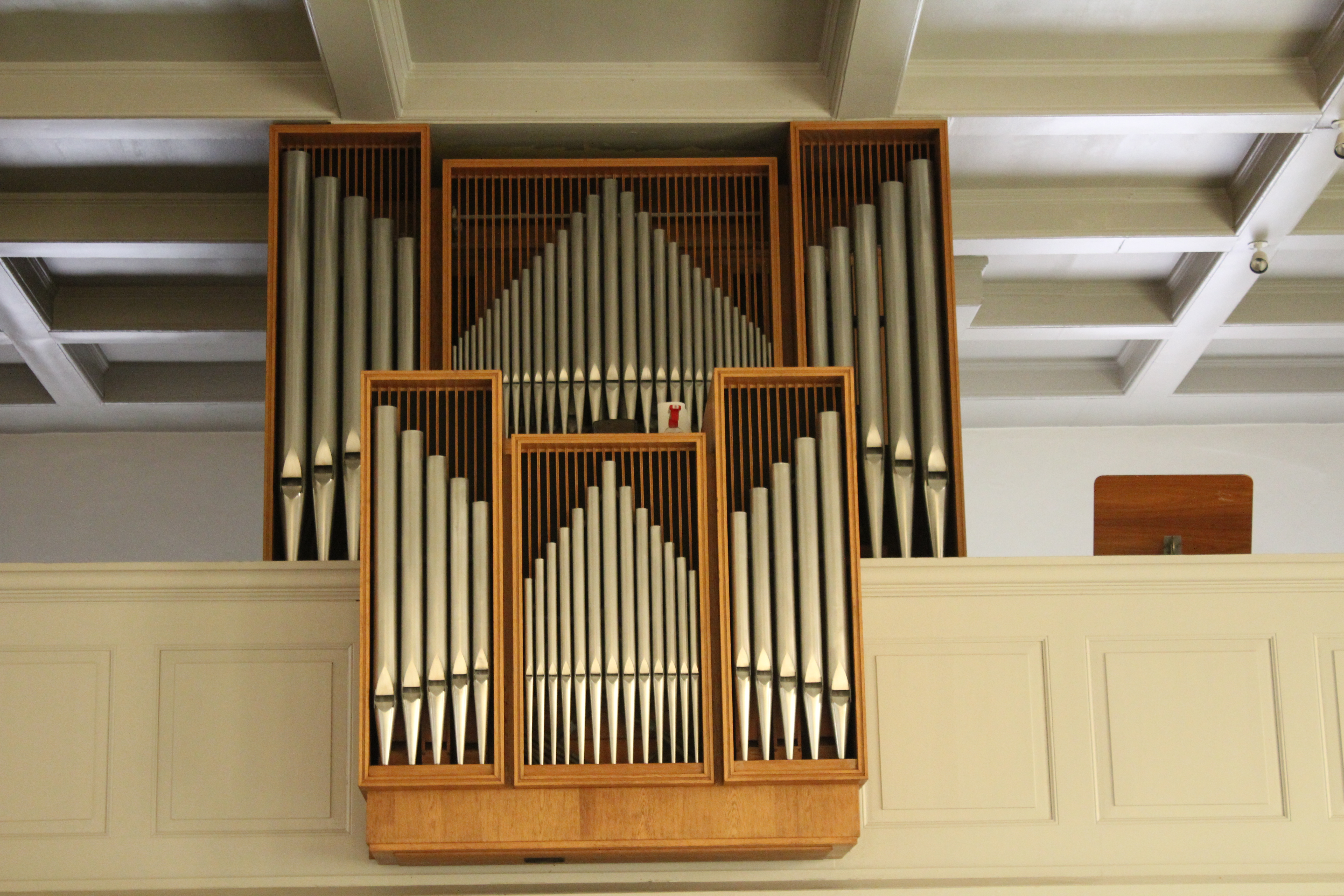
Führer-Orgel von 1972

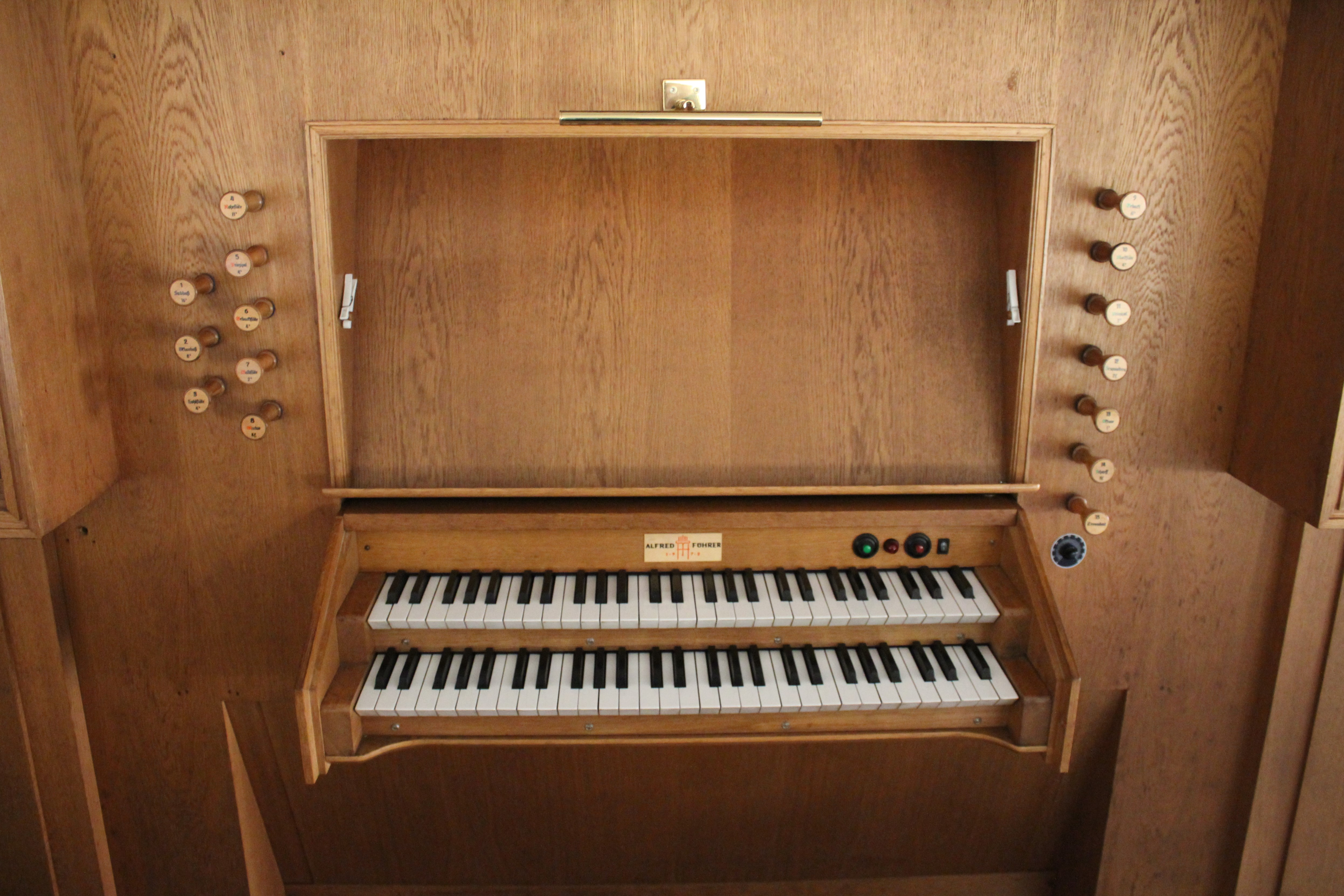
Orgel-Spieltisch

Ein nicht näher bezeichneter Orgelbauer, wahrscheinlich Heinrich Wilhelm Eckmann, baute im Jahr 1767 eine Orgel für die Vorgängerkapelle und bezog ältere Teile einer Vorgängerorgel von Johann Friedrich Constabel und Christian Klausing ein. Dirk Lohman überführte diese Orgel in die neue Kirche. Das Instrument wurde 1867 nach St. Bernhard in Flachsmeer verkauft. St. Michael erhielt von Friedrich Fleiter eine neue Orgel mit 13 Registern in einem neuromanischen Gehäuse. Die heutige Orgel mit Rückpositiv in der Emporenbrüstung hinter dem zeittypischen kastenförmigen Prospekt errichtete Alfred Führer im Jahr 1972. Das Instrument verfügt über 14 Register mit insgesamt 1045 Pfeifen, die auf zwei Manuale und Pedal verteilt sind:
| I Rückpositiv C–g3 |       |
| Rohrflöte          | 8′    |
| Prinzipal          | 4′    |
| Gedacktflöte       | 4′    |
| Waldflöte          | 2′    |
| Mixtur IV          | 1 ⁄3′ |

| II Hauptwerk C–g3 |       |
| Gedackt           | 8′    |
| Blockflöte        | 4′    |
| Prinzipal         | 2′    |
| Quinte            | 1 ⁄3′ |
| Sesquialtera II   | 1 ⁄3′ |
| Scharf III        |       |

| Pedal C–f1 |     |
| Subbass    | 16′ |
| Oktavbass  | 8′  |
| Hohlflöte  | 4′  |

- Koppeln: II/I, I/P, II/P